# Asociación Deportiva Sumendi
La Asociación Deportiva Sumendi es un equipo de Vitoria .

## Historia
Fue fundado en 2002 en Vitoria como equipo de hockey sobre línea y en 2008 se inició con el hockey sobre hielo femenino. En 2012, pasó a conocerse como CD Hielo Bipolo . Desde el principio, el club nació con el objetivo de ser un equipo fuerte y enseguida conquistó la Superliga española y la Copa del Rey . Tras trabajar dos temporadas, en 2014 dejó de jugar en la élite por problemas económicos. En 2016 contó con un fuerte equipo femenino, que juega en la Primera División de España. En la primera temporada quedaron subcampeones.
Hoy en día vuelve a funcionar como Club Deportivo Sumendi y a día de hoy, entrena a hockey línea en Olarambe y tiene varias categorías jugando liga Vasca, así como, Benjamines, Alevines, Infantiles y Senior femenino y masculino. En la categoría sénior femenino, aparte de liga vasca participa también liga plata femenina a nivel España. Aparte de entrenar a hockey línea, también entrenan a hockey hielo en la pista del CD Hielo Bipolo, situada en el Bakh.
En 2022 se alzaron con la victoria en la categoría Alevín, y en 2023 fueron proclamadas campeonas de Euskadi en categoría sénior femenino tras ganar la final 4-1. Por su parte, el equipo masculino no pudo disfrutar de alzarse con la copa, aunque llegaron a la final de la Supercopa.